# 森吉山

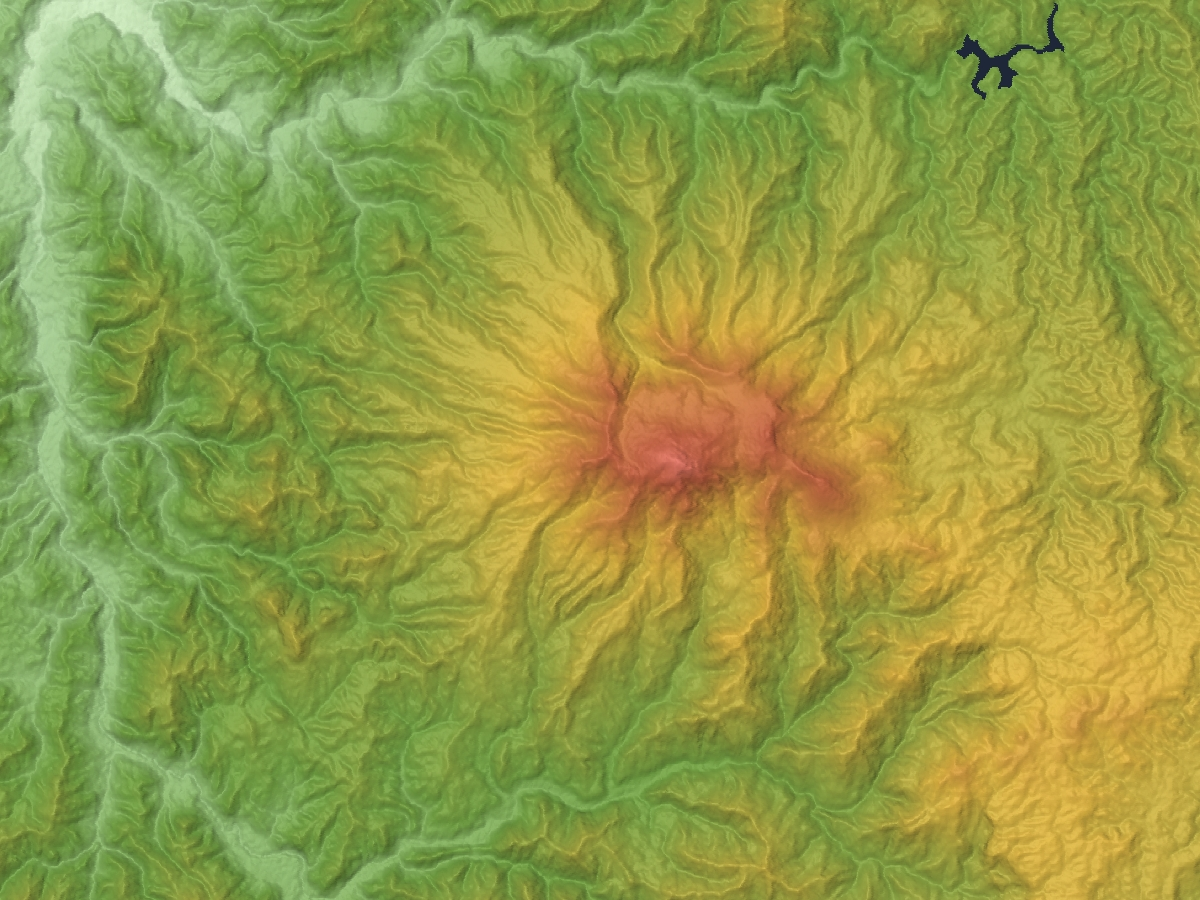
森吉火山の火山体

森吉山（もりよしざん）は、秋田県北秋田市に位置する標高1,454.2mの古い火山である。高山帯では多くの高山植物が咲乱れるため「花の百名山（NHK選・山と溪谷社選）」に選ばれている。向岳（むかいだけ）、秋田山（あきたやま）ともいう。

## 概要
日本百名山には選ばれていないが、『日本百名山』の後記には「森吉山、姫神山、船形山など、いい山ではあるが少し背が足りない」と書かれている。日本百名山は概ね標高1500m以上を基準に山を選んだものであるが、森吉山は46mほど不足している（阿寒岳や天城山等1500mを下回る山は５つ存在する）。
初めの噴火で外輪山の一ノ腰、前岳、石森等ができ、2度目の噴火で向岳（森吉山）ができたとされている。噴火の歴史的記録はない。
地元の人からは「秋田山」と呼ばれるほど馴染み深い山である。江戸時代の北前船は森吉山を見て、方向を知ったとも言われている。また、山頂稜線の一ノ腰、前岳、石森等は残雪時には乳牛の斑点を思わせる模様ができ「マダラベゴ」（ベゴは方言で「牛」）といわれる。
前岳近くにある森吉神社の裏には、奇妙な形で積み重なっている巨岩がある。この巨石は冠岩と言われ、神社の神体である。巨石の前には江戸時代の学者である菅江真澄の歌碑がある。巨石には坂上田村麻呂に追われた蝦夷の首長の大滝丸が積み上げたとする伝説が残されている。史実では坂上田村麻呂はこの地には到達していない。また、大滝丸の伝説は太平山などにも残されている。森吉神社の由緒書には「森吉山の岩山に住み、参拝人に鬼神として恐れられていた大滝丸を、坂上田村麻呂が退治した。それを顕彰するために大同2年807年に神社を創立した」と書かれている。冠岩には隙間があり、胎内潜りができる。
菅江真澄は2度森吉山に登っており、1度目は降雪があり二ノ又から森吉神社までの登山となった。2度目は様田から山頂を経て、栩木沢に降りている。
山頂にも菅江真澄の歌を書いた柱が立っている。山上に森吉神社避難小屋と阿仁避難小屋があり、前者は100人後者は50人とかなりの人数を収容できる。阿仁避難小屋の裏手には5分下ったところに水場がある。
森吉山の北面は黒森という鬱蒼とした原生林で覆われている。東側には美しいお花畑が広がる山人平（やまひとだいら）がある。ここには、山人と言われる巨人が住んでいたという伝説が残されている。菅江真澄もその伝説を記録している。山人平の湿原は高山植物の宝庫となっている。

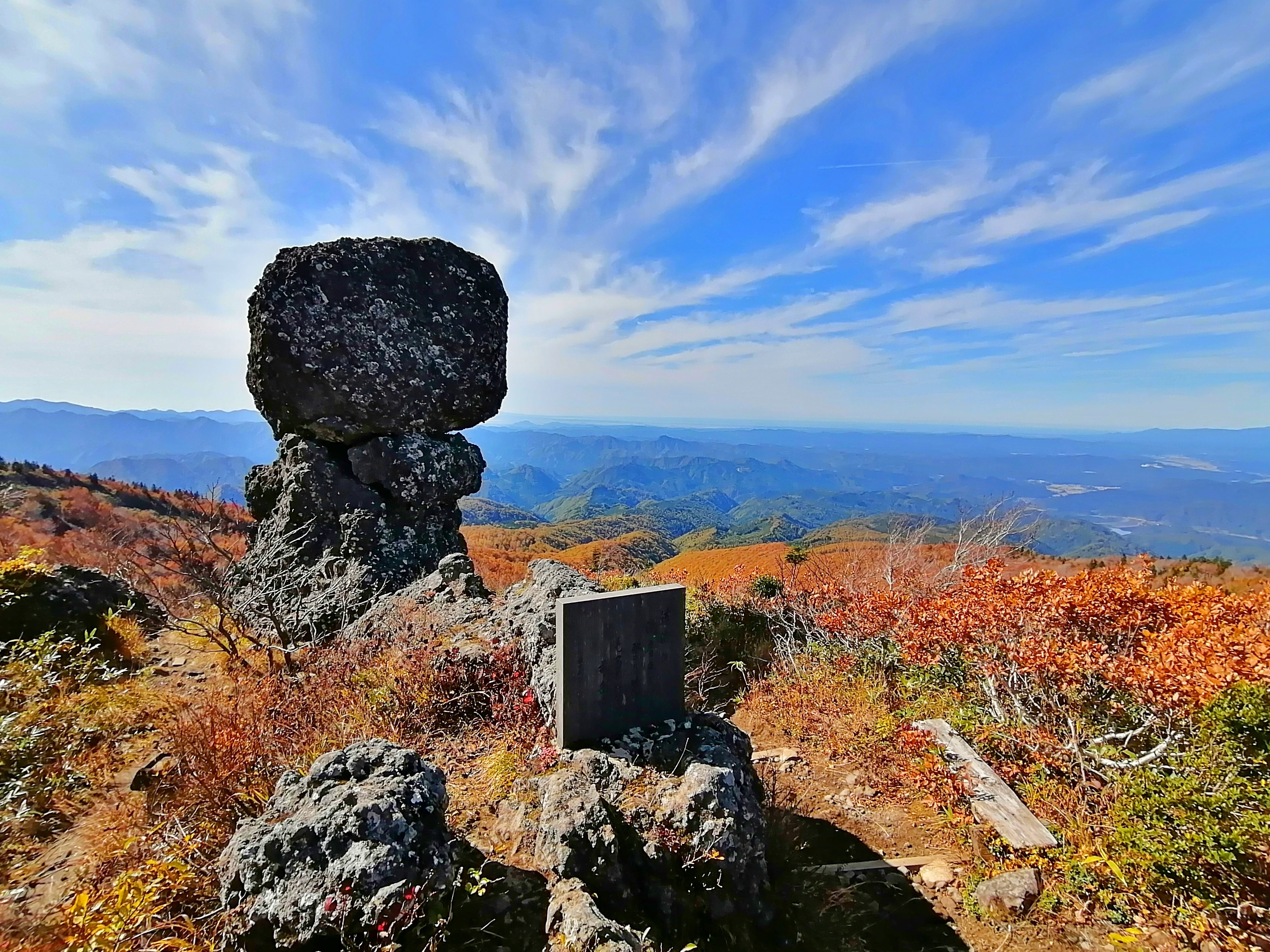
森吉神社のご神体 冠岩
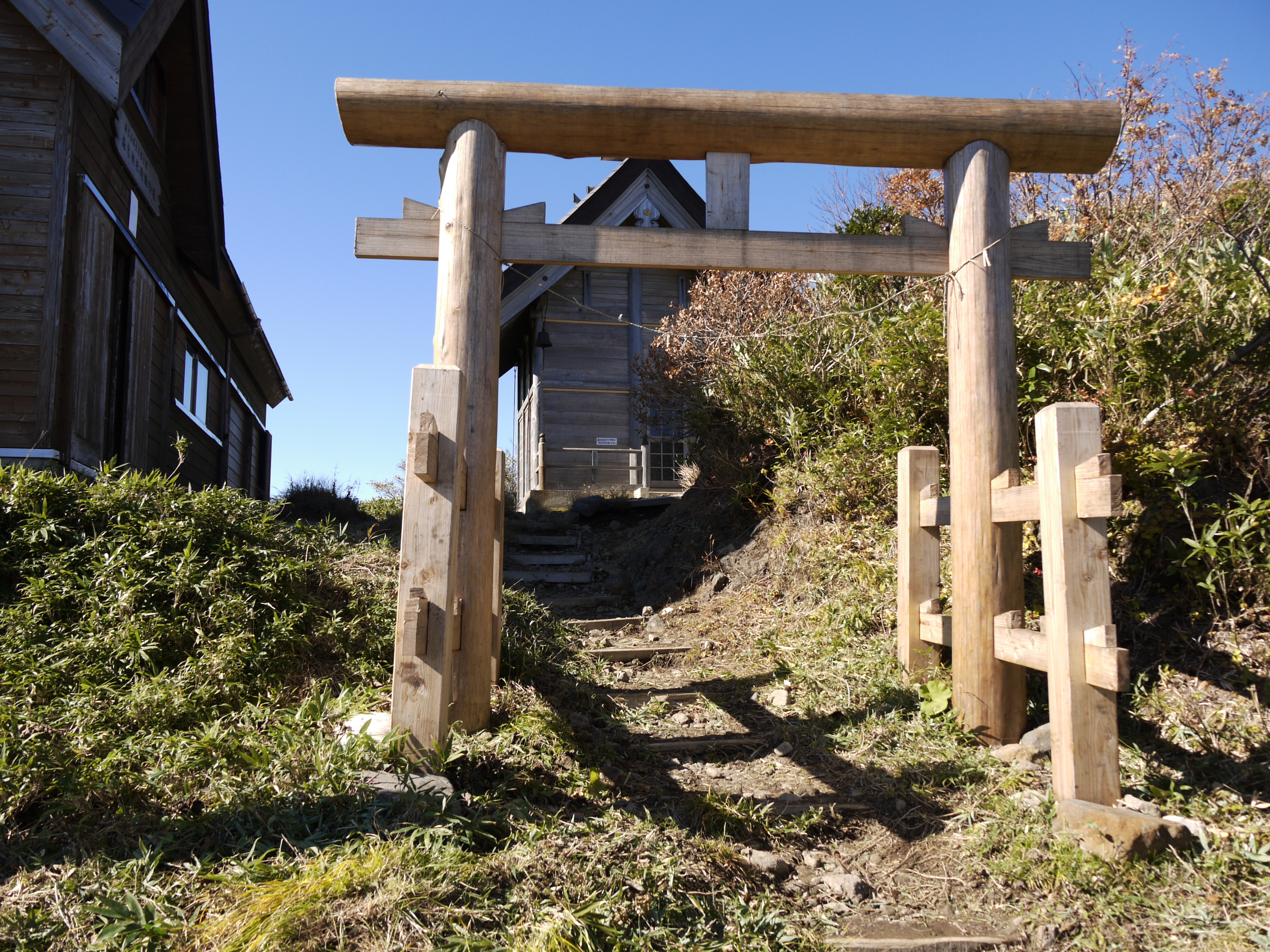
森吉神社と鳥居

## 自然
裾野にはブナ林を中心とした広葉樹林が広がり、標高1,000mを超すとオオシラビソが優占する。この広葉樹林は樹齢約250-350年に達し、ツキノワグマやニホンカモシカ等の哺乳類、クマゲラやイヌワシなどの鳥類の希少種の生息地となっている。このため、1973年（昭和48年）11月1日に、国指定森吉山鳥獣保護区（希少鳥獣生息地）に指定さた（面積6,616ha、うち特別保護地区1,573ha）。また、森吉山一帯は県立自然公園に指定されている。
6月頃は稜線には数多くの高山植物が咲き、ミズバショウ、ザゼンソウ、チングルマ、ヒナザクラ、イワイチョウ、イワカガミ、ウラジロヨウラク、ツツジ、シラネアオイなどが咲き乱れる。1月上旬から3月上旬頃は、阿仁ゴンドラ山頂駅舎から5分のところにある樹氷平で、日本三大樹氷の巨大な樹氷群が見られる。

## ギャラリー

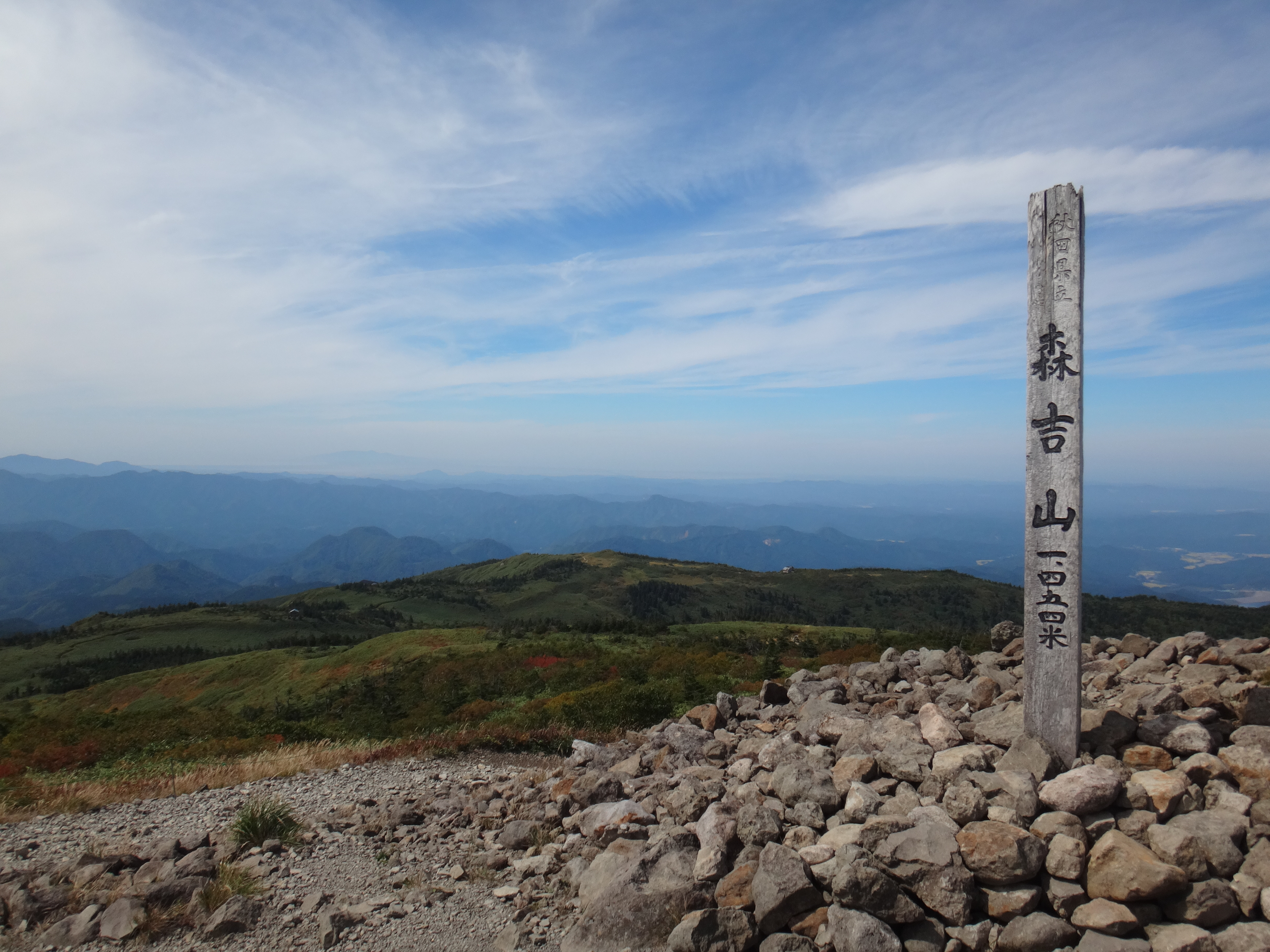
森吉山山頂
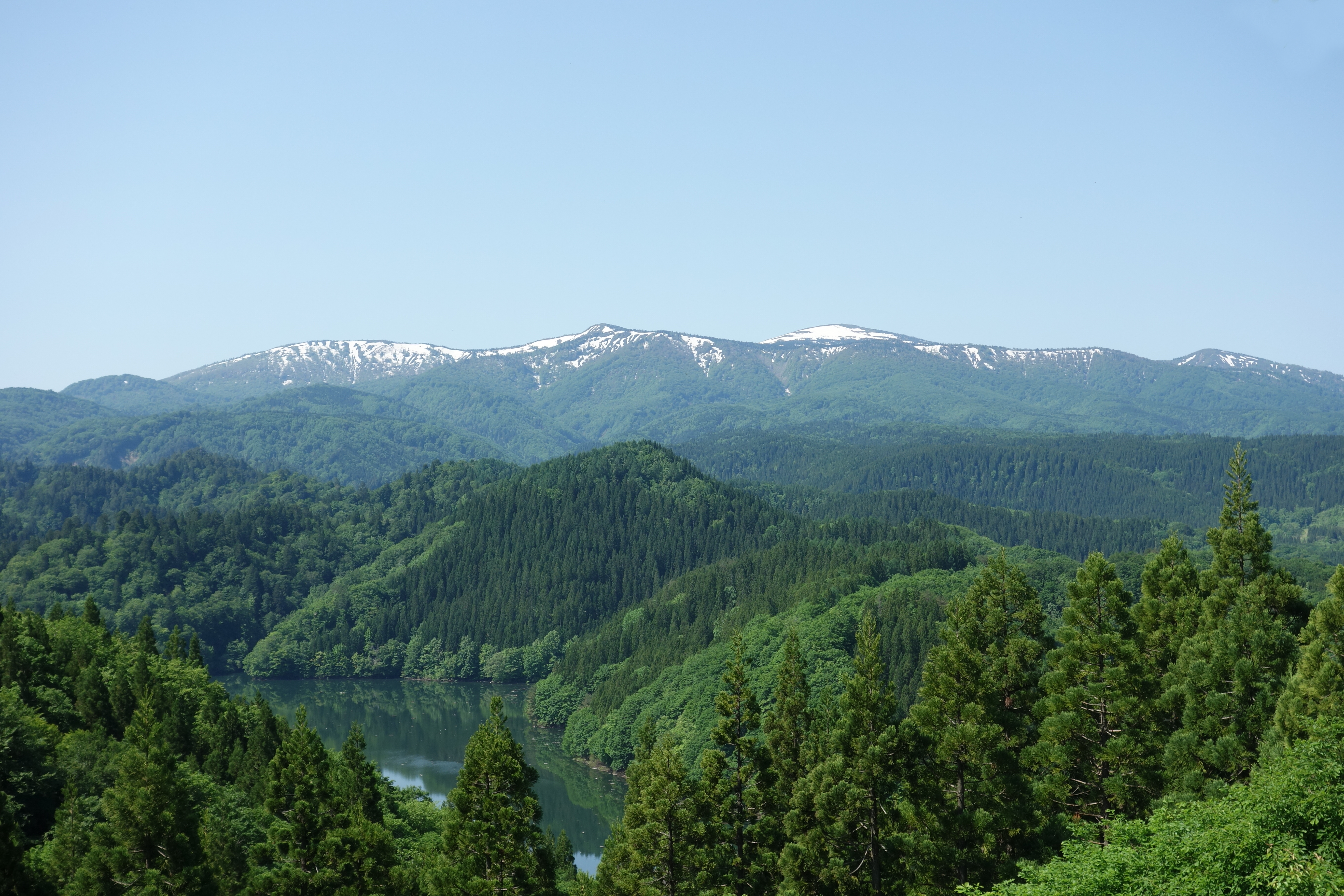
北東から望む 手前は太平湖
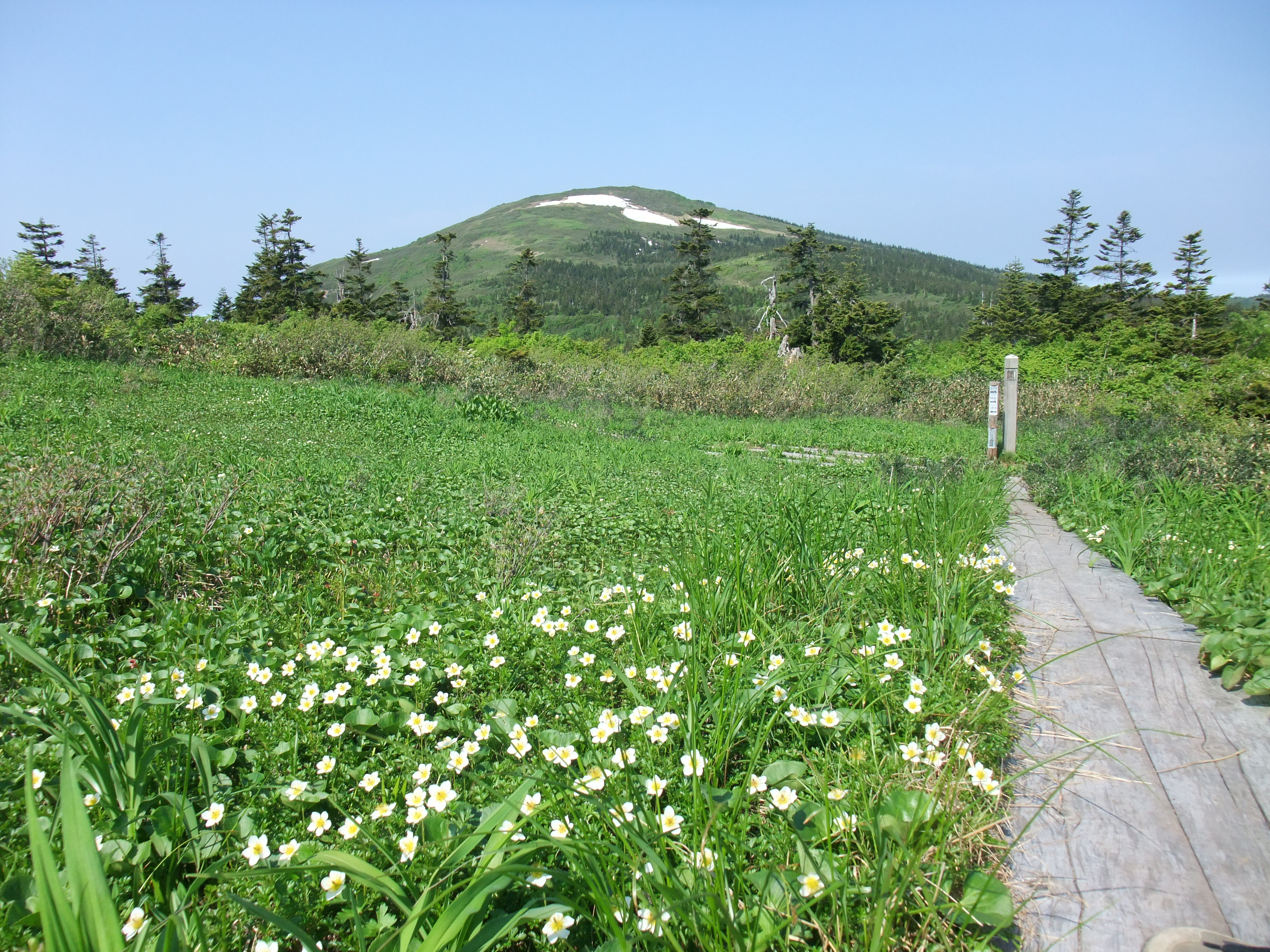
森吉山 ヒバクラ分岐付近から
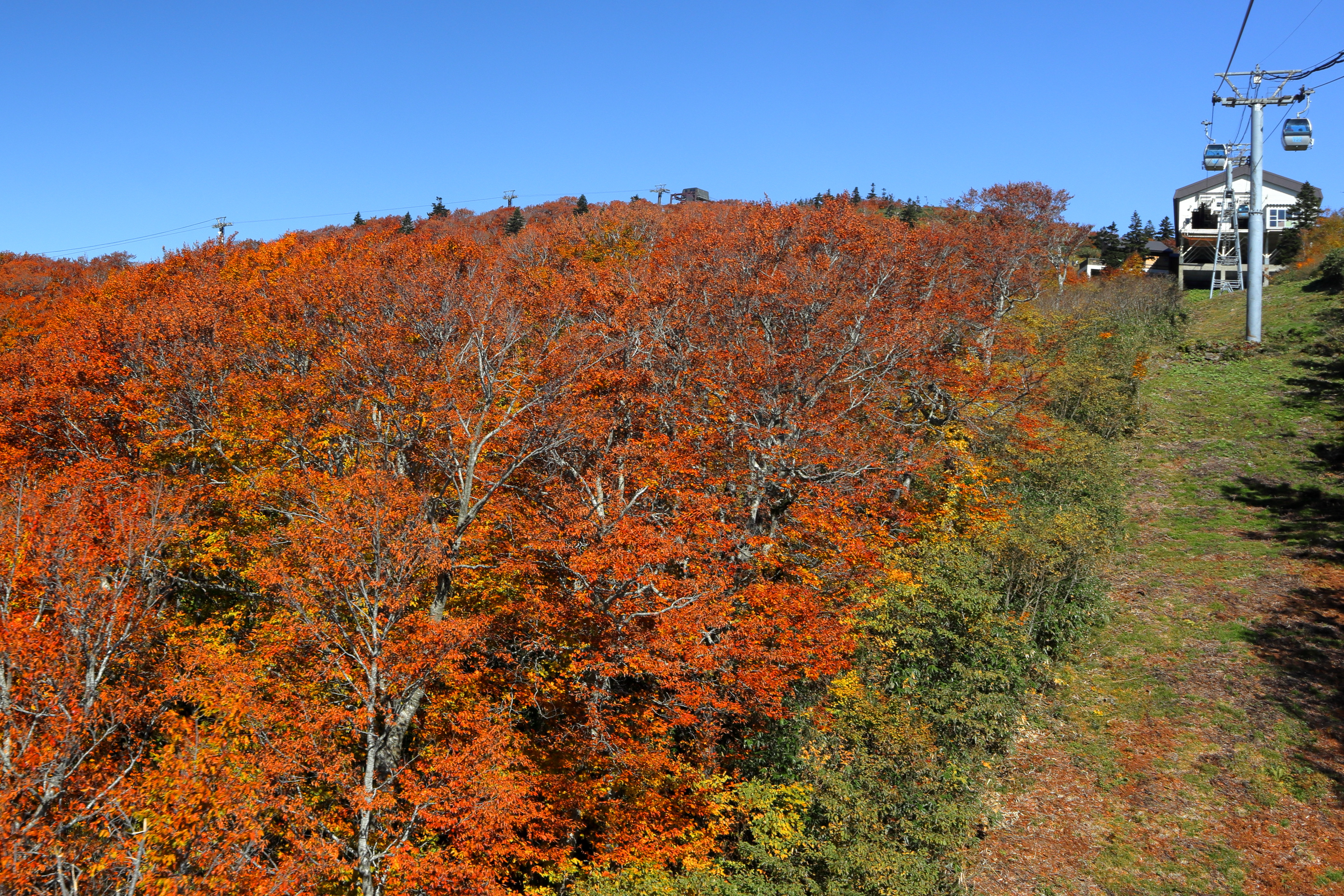
ゴンドラ山頂駅付近の紅葉
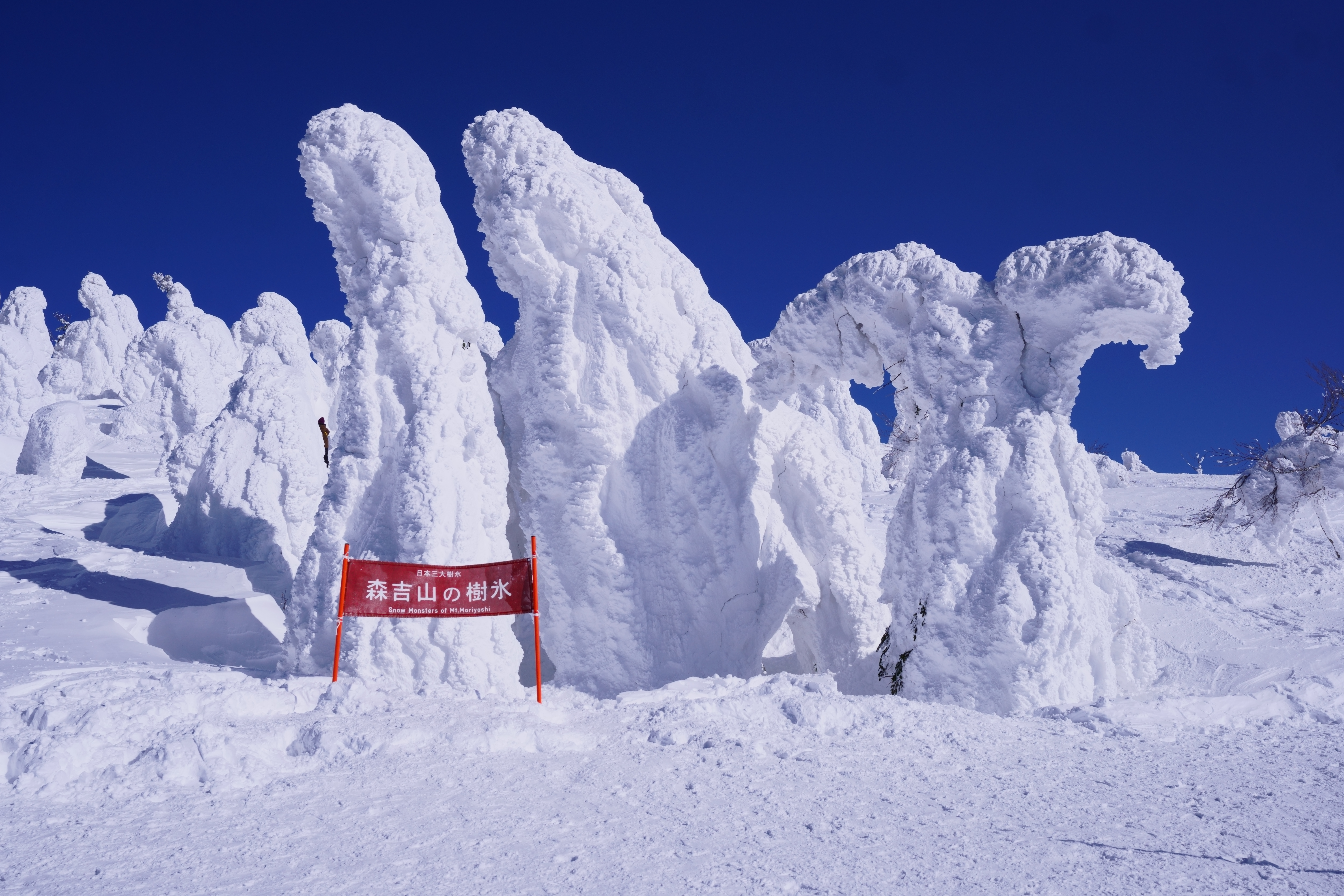
森吉山の樹氷（樹氷平にて）
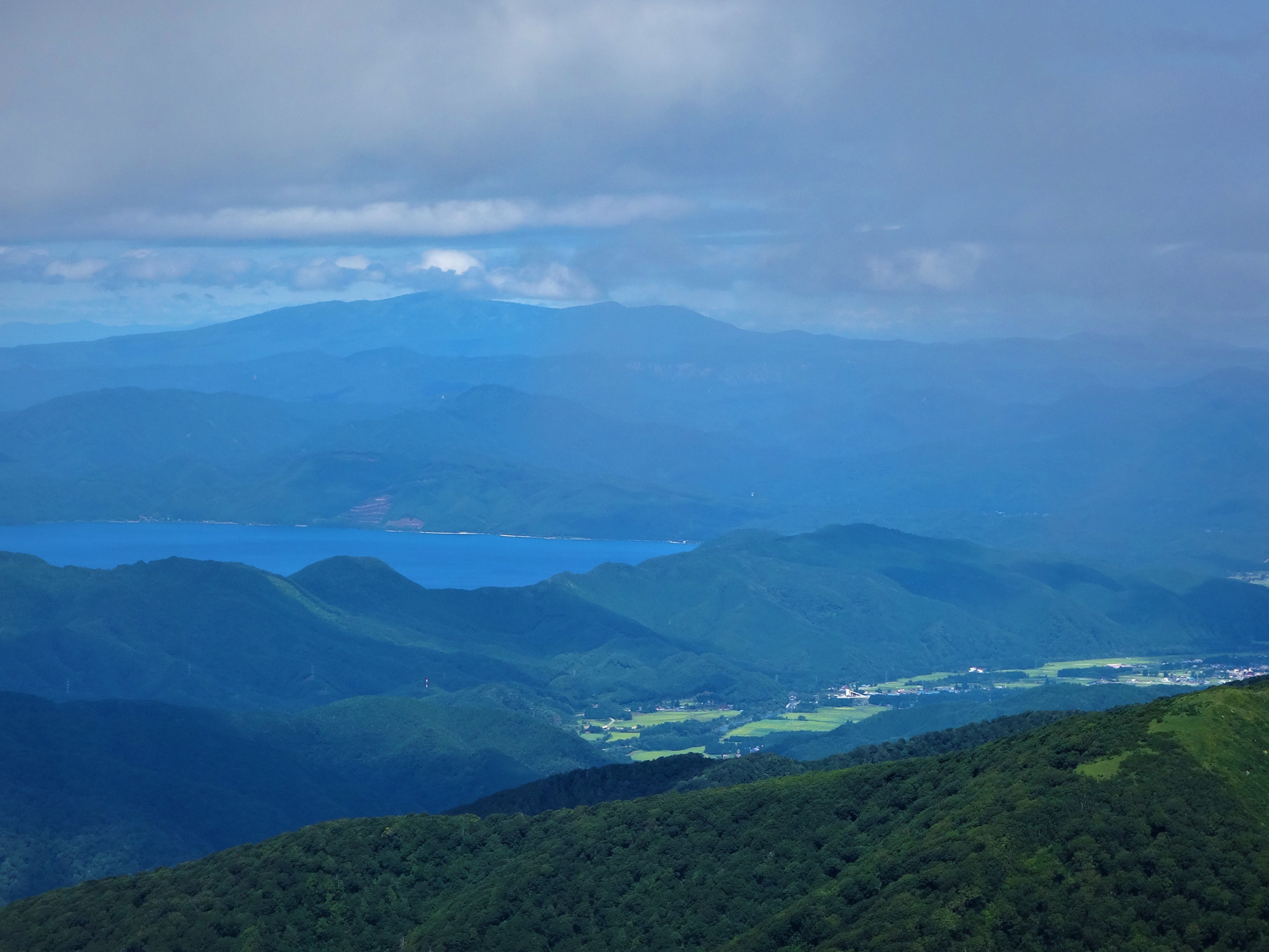
和賀岳からの森吉山と田沢湖
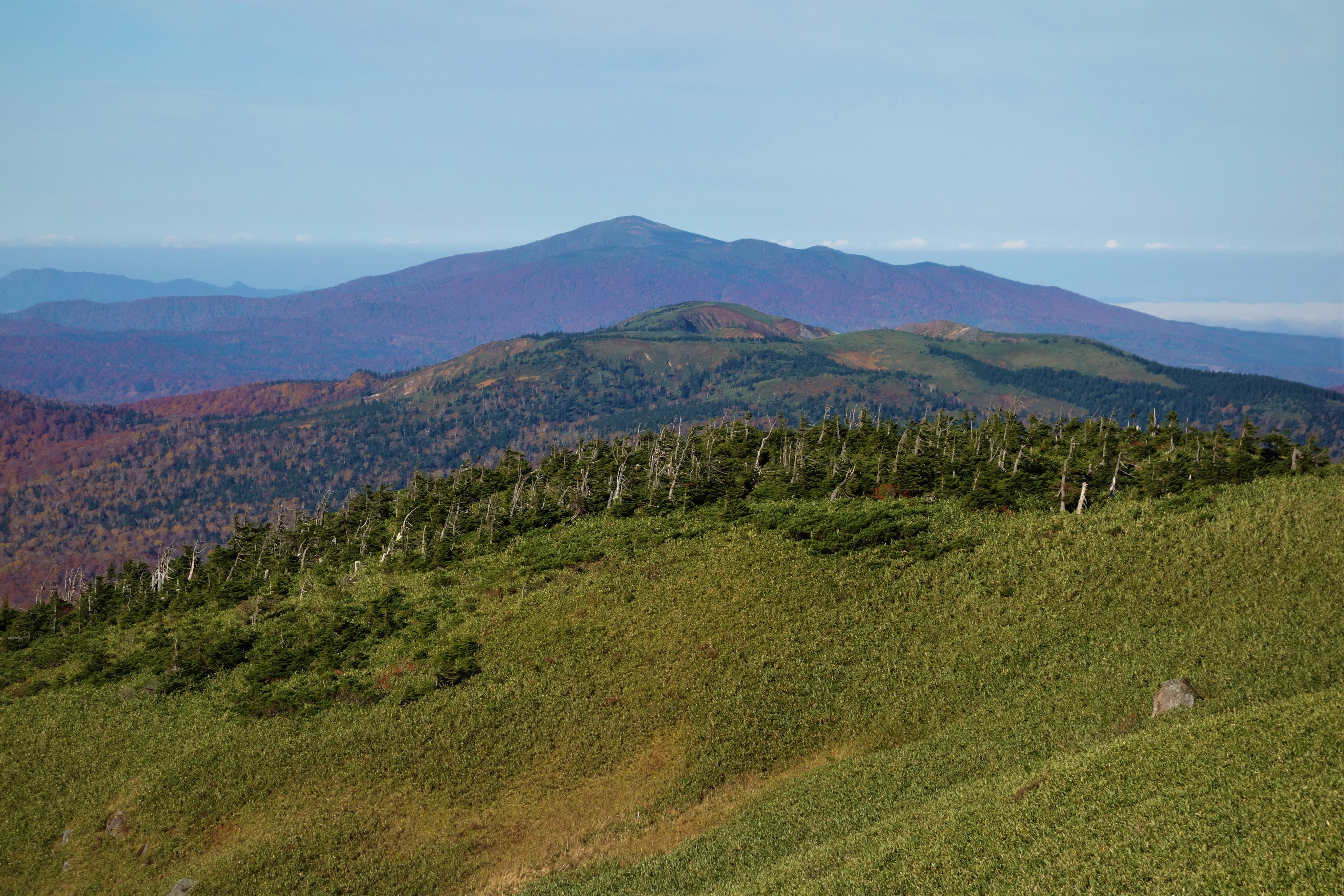
八幡平からの森吉山

## 森吉山周辺の観光スポット
- 中ノ又渓谷・安の滝
- 桃洞渓谷・桃洞の滝
- 立又渓谷・幸兵衛滝
- 小又峡・三階滝
- 九階滝
- 赤水渓谷

- 森吉山温泉 小さな森の湯（旧杣温泉）
- 阿仁スキー場
- 打当温泉・マタギ資料館
- 阿仁熊牧場（くまくま園）
- 森吉山ダム広報館・四季美湖

## アクセス
森吉山周遊乗合タクシー
JR鷹ノ巣駅・大館能代空港（ たかのす・ひかりタクシー 、丸宮タクシー、北鹿観光ハイヤー、米内沢タクシー）
- 森吉山阿仁スキー場周辺

阿仁合駅（阿仁タクシー）
- 森吉山阿仁スキー場周辺

阿仁マタギ駅（阿仁タクシー）
- 安の滝（6月1日から11月第1日曜日まで運行）

阿仁前田温泉駅（米内沢タクシー）
- 森吉山ダム広報館 
  - こめつが山荘
  - 森吉山温泉 小さな森の湯 （通年運行）
    - ヒバクラ登山口～鳥獣センター（桃洞渓谷）
    - 太平湖(小又峡）

　※ 6月1日から10月末まで運行